# Philereme vashti
Philereme vashti är en fjärilsart som beskrevs av Butler 1878. Philereme vashti ingår i släktet Philereme och familjen mätare. Inga underarter finns listade i Catalogue of Life.